# XXXIX edició de la Mostra de València
La XXXVIII edició de la Mostra de València, coneguda oficialment com a XXXVIII Mostra de València - Cinema del Mediterrani, havia de tenir lloc a València entre el 24 d'octubre i el 3 de novembre de 2024 amb la col·laboració de l'Institut Valencià de Cultura (IVC) i de l'ICAA. El cartell va ser realitzar per Estudi Dos Punts, format per Anna Brullas i Neus Seguí, amb base a Tarragona i València.
La gala inaugural fou presentada per Anaïs Doménech i es va projectar la pel·lícula Un bany propi, de la valenciana Lucía Casañ Rodríguez, una de les dotze pel·lícules de la secció oficial, on destaquen les darreres pel·lícules de Paolo Sorrentino i Marco Tullio Giordana. Li fou atorgada la Palmera d'honor al cinesta gironí Isaki Lacuesta, qui hi faria una "master class" i se li dedicarà una retrospectiva que inclou Segundo premio, candidata espanyola a l'Oscar a la millor pel·lícula de parla no anglesa. I la secció Focus és dedicada a la documentalista Nadia El Fani, reivindicadora de la llibertat d'expressió i de la tolerància com a base de quasevol civilització.
Entre les activitats paral·leles hi havia una mostra de fotografies de José García Poveda "El flaco"; una xerrada entre el CIMA i la Mostra de València amb Lucía Casañ (directora d’Un bany propi), Nuria Cindoncha (directora i productora d’El pequeño ladrón) i Sandra Mora (productora de Bodegón con fantasmas); el X Congrés Internacional de Música en el Cinema (els anteriors se celebraren entre 1992 i 2000); i un concert de la Banda Simfònica Municipal de València.
El 30 d'octubre la direcció de la Mostra va decidir cancelar totes les activitats restants en solidaritat i en senyal de dol per les víctimes i afectats per la DANA al País Valencià.

## Pel·lícules exhibides

### Secció oficial
- Backstage d'Afef Ben Mahmoud i Khalil Benkirane
- Svemu dodje kraj de Rajko Grlić
- Algiers de Chakib Taleb-Bendiab
- Fotogenico de Marcia Romano i Benoit Sabatier
- La vita accanto de Marco Tullio Giordana
- Faruk d'Aslı Özge
- Les Enfants rouges de Lotfi Achour
- Za danas tolico de Marko Djordjevic
- When the Phone Rang d'Iva Radivojević
- Mé el Aïn de Meryam Joobeur
- Moondove de Karim Kassem
- Un bany propi de Lucía Casañ Rodríguez

### Secció informativa
- Diaries from Lebanon de Myriam El Hajj
- Avant-Drag! de Fil Ieropoulos
- La Tête froide de Stéphane Marchetti
- Okarina d'Alban Zogjani
- Voy! Voy! Voy! d'Omar Hilal
- Mai parlarem de nosaltres de Raimon Valls
- Quelques jours pas plus de Julie Navarro
- A Pedra sonha dar Flor de Rodrigo Areias
- Arzé de Mira Shaib
- Majka Mara de Mirjana Karanović

### Sessions especials
- Dieciocho (episodis 1 i 2) de Hammudi Al-Rahmoun Font
- La guitarra flamenca de Yerai Cortés de Antón Álvarez
- El pequeño ladrón de Nuria Cidoncha
- Ser real d'Emilio Encabo Lucini i Àlex Andrés
- Las novias del sur d'Elena López Riera
- Il cavaliere inesistente (1969) de Pino Zac
- Diabolik (2021) dels Germans Manetti
- Diabolik - Ginko all'attacco! (2022) dels Germans Manetti
- Diabolik, qui ets? (2023) dels Germans Manetti
- Parthenope de Paolo Sorrentino
- Programa "À Première viue" 2024 on es projecten els curtmetratges 
  - Generous Bodies d'Achref Toumi 
  - Happy Hours de Yara Gebara 
  - The Run d'Andre Abdelnour 
  - Panique a la noce de Haythem Ben Hmida 
  - Inouï de Labib Benslama 
  - Centre de lune de Denis Cluchier

### Focus:Nadia El Fani
- 2013 : Nos seins, nos armes !
- 1990 : Pour le plaisir
- 1992 : Fifty-fifty, mon amour
- 1993 : Femmes Leader du Maghreb
- 1993 : Tanitez-moi
- 1998 : Tant qu'il y aura de la pelloche
- 2003 : Bedwin Hacker
- 2005 : Unissez-vous, il n'est jamais trop tard !
- 2007 : Ouled Lenine
- 2011 : Laïcité, Inch'Allah !
- 2012 : Même pas mal
- 2022 : Capitale parenthèse

### Cine retrobat
- La notte di San Lorenzo (1982) dels germans Taviani
- Marcello Mastroianni - Mi ricordo, sì, io mi ricordo (1997) d'Anna Maria Tatò
- Ospina Cali Colombia (2023) de Jorge de Carvalho
- Profondo Argento (2023) de Steve Della Casa i Giancarlo Rolandi

### Retrospectiva Isaki Lacuesta
- Cravan vs Cravan (2002)
- Microspías (2003)
- La leyenda del tiempo (2006)
- Las variaciones Marker (2007)
- Els condemnats (2009)
- El rito (curtmetratge, 2010)
- La noche que no acaba (2010)
- Els passos dobles (2011)
- El quadern de fang (2011)
- Murieron por encima de sus posibilidades (2015)
- La propera pell (2016)
- Entre dos aguas (2018)
- Où en êtes-vous, Isaki Lacuesta? (2019)
- Un año, una noche (2022)
- Segundo premio (2024)

## Jurat
El jurat internacional d'aquesta edició és presidit per la productora francesa Marie Balducchi, i format pel productor Bassam Alasad (Jordània), la directora Avelina Prat (Espanya), el membre de la FIPRESCI João Antunes (Portugal), i la directora Amal Ramsis (Egipte).

## Premis
Tot i la suspensió d'activitats i de la gala de cloenda, el Jurat ja havia decidit els premis d'enguany, que han estat:
- Palmera d'Or (45.000 euros): Faruk d'Asli Özge
- Palmera de Plata (20.000 euros): Moondove de Karim Kassem
- Premi al millor director: Lotfi Achour per Les Enfants rouges
- Premi al millor guió: Asli Özge per Faruk
- Premi a la millor interpretació femenina: Sonia Bergamasco per La vita accanto
- Premi a la millor interpretació masculina: Filip Đurić per Za danas tolico
- Premi a la millor fotografia: Karim Kassem per Moondove
- Premi a la millor banda sonora: Iva Radivojević per When The Phone Rang